# Jenő Takács
Jenő Takács (født 25. september 1902 i Cinfalva - død 14. november 2005 i Siegendorf, Østrig) var en ungarsk/østrigsk komponist, professor, musikpædagog og pianist.
Takács studerede komposition og klaver på Musikkkonservatoriet i Wien hos bl.a. Joseph Marx, og senere hos Hans Gál på Universitetet i Wien. Han var klaverlærer og professor på Musikkonservatoriet i Kairo (1927-1932), og på Musikkonservatoriet på Filippinerne (1932-1934). Takács har skrevet en symfoni, orkesterværker, koncertmusik, kammermusik, balletmusik, klavermusik, korværker, orgelstykker, religiøse værker etc. Han var også omrejsende koncertpianist og gav koncerter i bl.a. Japan, Kina og USA. Takács flygtede fra nazisterne og bosatte sig i Sopron og blev leder og lærer i komposition og klaver på Musikkonservatoriet i Pecs (1942-1948). Flyttede i 1970 til Siengdorf i Østrig, hvor han levede som freelance komponist til sin død i (2005).

## Udvalgte værker
- Lille Symfoni (Hyldest til Joseph Haydn) (1981) - for orkester
- To Symfoniske satser (1938) - for Theremin og orkester
- Klaverkoncert (1933-1934) - for klaver og orkester
- Filippinsk suite (1935) - for kammerorkester
- Rapsodi "Ungarske marker" (1941) - for violin og strygeorkester
- Partita (1949-1950) - for guitar, cembalo og orkester